# Gleisnummerierung

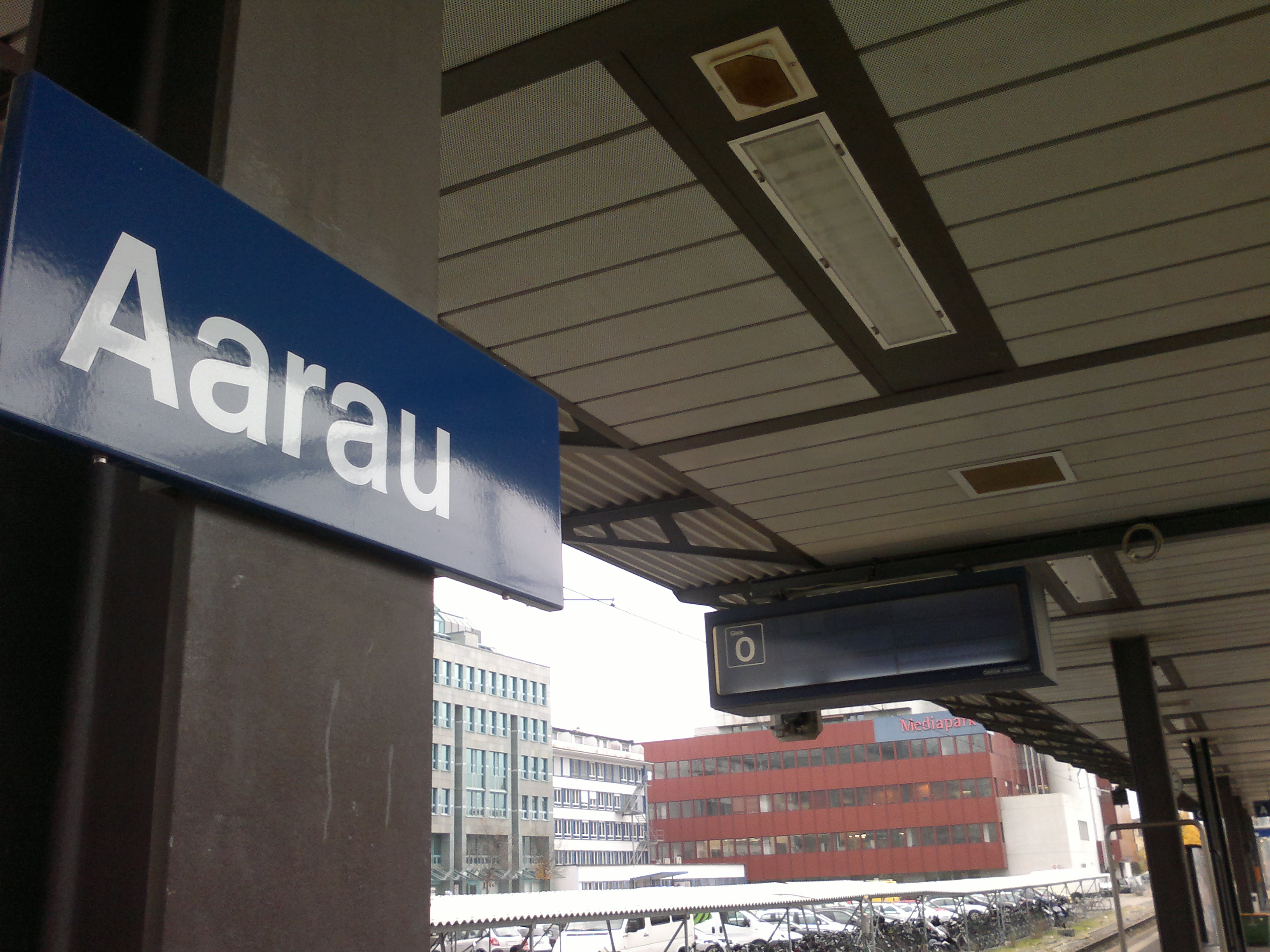
Gleis 0 im Bahnhof Aarau

Gleisnummerierung nennt man die Bezeichnung der einzelnen Gleise eines Bahnhofes durch Zahlen. Die Gleisnummern erleichtern wesentlich das Zurechtfinden; sie werden in die Pläne eingetragen, auch an Ort und Stelle durch Nummerntafeln angegeben. Die Gleisnummerierung erfolgt bei den einzelnen Bahnverwaltungen nach verschiedenen Gesichtspunkten.

## Preußisch-hessische Staatsbahnen
Beispielsweise wurden bei den preußisch-hessischen Staatsbahnen die Gleise vom Hauptbahnsteig oder, wo ein solcher fehlte, von einer Seite anfangend fortlaufend gezählt. Das Hauptgleis einer zweigleisigen Strecke – beispielsweise das im Sinne der Kilometrierung rechts gelegene – hieß deshalb auf einfachen Zwischenstationen Gleis 1 oder Gleis 2, je nachdem ob das Empfangsgebäude rechts oder links lag.
Lagen Nebengleise zwischen dem Empfangsgebäude und den durchgehenden Hauptgleisen, so enthielten diese letzteren entsprechend höhere Nummern. Bei Stationen, wo das Empfangsgebäude zwischen den Gleisen liegt (Inselbahnhof) und Bahnsteige sich zu beiden Seiten des Gebäudes befinden, wurden die Gleisnummern für jede Seite besonders vom Gebäude anfangend gezählt und dabei zur Unterscheidung Buchstabenzusätze verwendet. Diese wählte man nach der Himmelsrichtung, der Bahnzeichnung oder besonderen örtlichen Verhältnissen, z. B. 1 N (erstes Nordgleis) usw. Die zwischen diesen beiden Bahnhofseiten liegenden Gleise wurden besonders benannt.